# Каменная куница
Ка́менная куница, или белоду́шка, или куница-белодушка, или горская куница (лат. Martes foina), — хищное млекопитающее из семейства куньих (Mustelidae). Является наиболее распространённой куницей в Европе и единственным видом куниц, не боящимся обитать рядом с человеком.

## Эволюция
Данный вид хорошо обособлен от других видов рода куниц.
Ископаемые останки вида известны из слоёв среднего и позднего плейстоцена в Европе, Закавказье (Кударо), Средней Азии (Аман-Кутан), Палестины и Ирака.

## Внешний вид

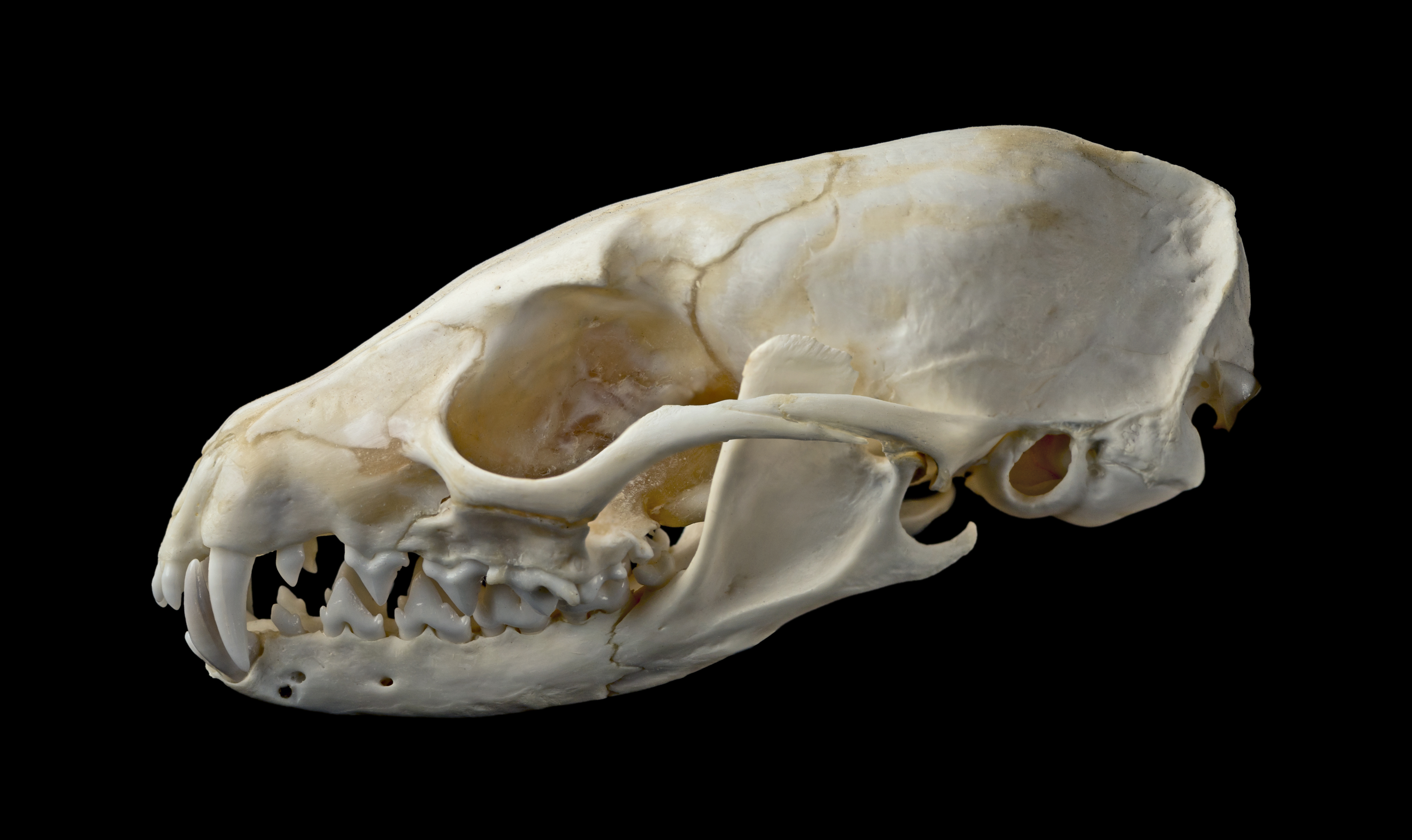
Череп каменной куницы

Каменная куница — животное средних размеров, внешне похожее на лесную куницу, отличаясь рядом признаков. Длина тела составляет от 40 до 55 см (самцов — 41,9-59 см, самок — 38-55 см), а хвоста — от 22 до 30 см (у самцов — 21-32 см, у самок — 20-27,5 см). Телосложение каменной куницы обычное для своего рода, с продолговатым стройным туловищем и относительно короткими конечностями. Хвост довольно длинный и пушистый, его длина превышает длину тела, кончик заострён. Мех грубый, зимой окрашен в серовато-коричневый цвет с рыжеватым оттенком, подпушь мягкая, беловатого цвета. Летний мех ещё более грубый, светлее по окрасу, подшёрсток редкий. Длина остевых волос на хребте — 60-65 мм, пуховых волос — около 30 мм. Вес каменной куницы колеблется в пределах от 1,1 до 2,3 кг; вес самцов — 1-2,5 кг, самок — 0,8-1,4 кг.
Главным отличием белодушки от лесной куницы является форма и окраска горлового пятна. У каменной куницы оно белое и раздвоенное, резко выделяется и хорошо выражено, а также может простираться до оснований передних лап (так, у белодушек Южного Китая пятно не раздваивается, а одним мыском заходит между основаниями передних лап), в то время как у лесной куницы оно желтоватое и округлое. Однако у некоторых азиатских популяций каменной куницы шейное пятно может и полностью отсутствовать. Другими отличиями от лесной куницы является более длинный хвост, более вытянутая и заострённая морда, светлый нос, более короткие и широкие уши (длина ушных раковин около 30-45 мм) и непокрытые шерстью ступни, подушечки пальцев покрыты редкими и короткими волосками (по другим данным, нижние стороны стоп, а также кистей, также слабо покрыты волосками). Помимо этого, каменная куница несколько мельче, но тяжелее своего близкого сородича, а мех — грубее: ость упругая, пух не очень плотный.
Как и у лесной куницы, у каменной линька проходит дважды в году. Так, в Казахстане весенняя линька протекает с марта по июнь, а осенняя — с августа по ноябрь. Характер у весенней линьки следующий: сначала мех меняется на голове, шее и на конечностях, после чего распространяется на спину и бока. Осенняя линька протекает в обратном направлении.
Бакулюм самцов длиной 55-65, с S-образным изгибом, выраженным сильнее, чем у других видов рода.

## Распространение
Каменная куница населяет большую часть Евразии. Её ареал тянется от Пиренейского полуострова и юга Финляндии до Монголии, Кашмира и Гималаев. В России встречается в европейской части страны: на юге Подмосковья (Рузский, Коломенский район и т.д.), Ярославской, Ивановской, Рязанской (интродуцирована в 1936 году), Тульской, Орловской, Курской, Белгородской, Воронежской, Калужской и Ростовской областях; также на Северном Кавказе, в степном Поволжье и Волго-Ахтубинской пойме. Обособленный участок за Уралом на территории России имеется на Южном Алтае (также охватывающем и север Казахстана). Обитает и в горном Крыму. Интродуцирована в американском штате Висконсин специально для пушной охоты.

### Систематика
Географическая изменчивость, по крайней мере, в бывшем СССР, невелика; индивидуальные же различия значительны. Всего выделяется 11 подвидов, из которых в России водятся два:
- Martes foina foina Erxleben, 1777 — Европейская каменная куница, номинативный подвид, средних размеров, обитает в европейской части России, и, возможно, на Кавказе;
- Martes foina intermedia Severtzov, 1873 — Среднеазиатская каменная куница, несколько меньше номинативного подвида, зимний окрас светлее, на территории России водится на Алтае.

## Места обитания
Это единственный представитель рода, который не обитает исключительно в лесах. Она предпочитает открытую местность с кустарниками и отдельными деревьями, зачастую каменистый ландшафт, что отразилось в её названии. Так, в южных частях ареала белодушка обитает в каменистых горных склонах (как и безлесных, так и покрытых кустарником), каменистых балках и оврагах. В горах каменная куница встречается до высоты 4000 м над уровнем моря. Она не боится появляться вблизи человеческих поселений и нередко встречается в парках, сараях и на чердаках. Встречается она в том числе и в городах.
Из лесных массивов, как и лесная куница, каменная проживает в старых высокоствольных лесах с большим количеством дуплистых деревьев. Также обитает в пойменных лесах и лесополосах.

## Образ жизни, поведение

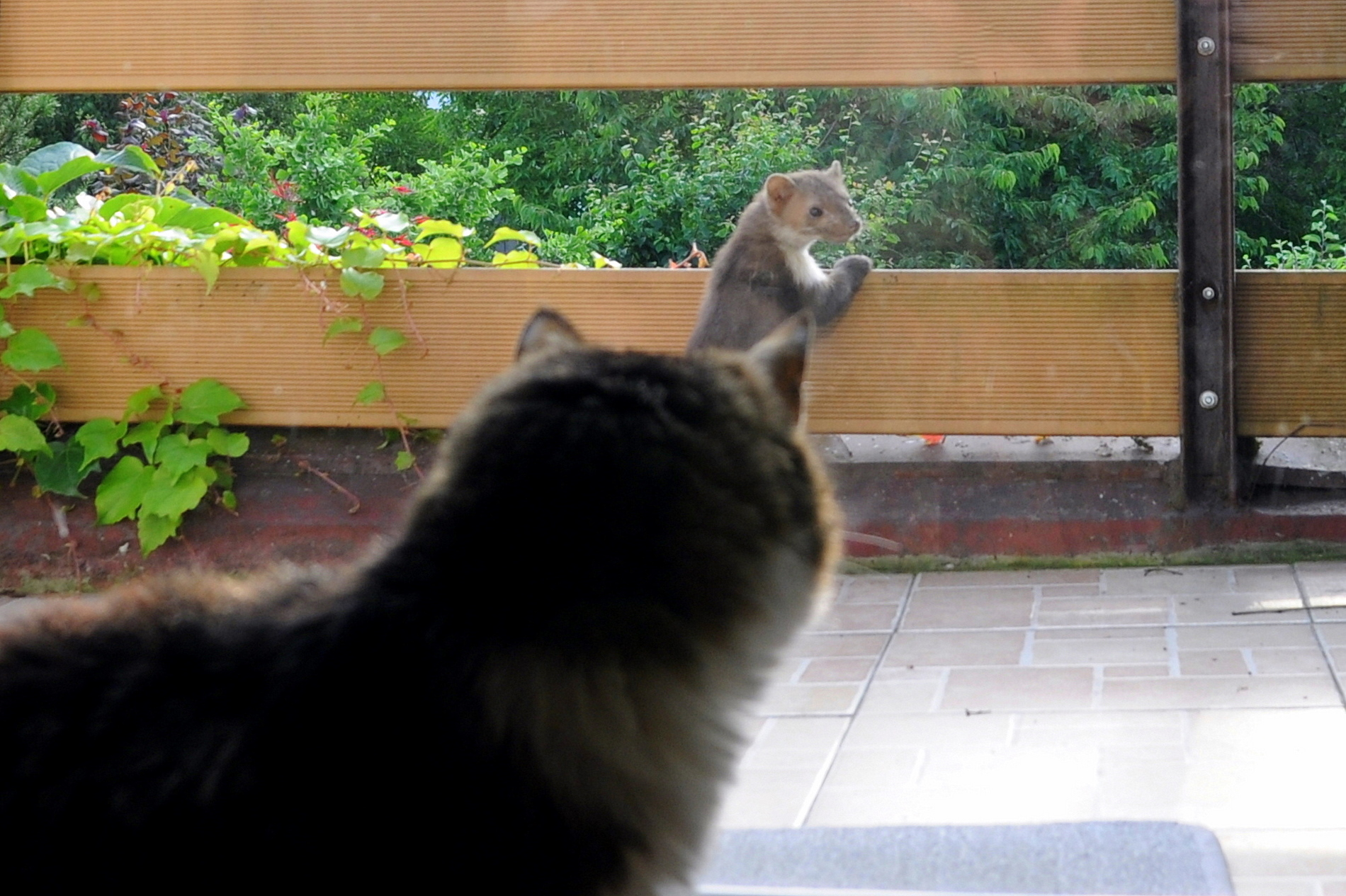
Каменная куница и кошка

Каменные куницы ведут ночной и сумеречный образ жизни, а днём предпочитают прятаться в своих укрытиях, хотя нередко заметна и в дневное время. По другим данным, каменные куницы активны в различное время суток, в том числе и днём. В норах каменная куница не живёт. Естественным убежищем служат расщелины скал, груды камней, овраги, дупла и покинутые сооружения других животных (сами каменные куницы их не строят и не копают), а также каменные ограды и каменные здания, включая заброшенные и руинированные. Вблизи поселений каменные куницы нередко используют для этого такие хозяйственные постройки и помещения, как чердаки, подполья, амбары или конюшни. Могут обитать и в городах (даже крупных), старых городских парках и на кладбищах. Гнездо шарообразной формы, гнёзда выстилают волосами, перьями или растительным материалом (сухой травой).
Пищу каменные куницы добывают в основном на земле. В основном передвигаются прыжками, за сутки проходя 1-3 км (максимум — до 8 км). Хоть каменная куница и умеет хорошо лазать на деревьях, она это делает редко. В случае опасности предпочитает убегать по земле и прятаться где-нибудь в груде камней. Также каменная куница неплохо плавает. Каменная куница не приспособлена к жизни в условиях глубокого снега, поэтому после многоснежных зим популяция сокращается.
Как и большинство куниц, каменные куницы ведут одиночный образ жизни и вне брачного периода избегают контактов со своими сородичами. У каждой особи есть индивидуальная территория — охотничий участок, которую она маркирует специальным секретом и защищает от других каменных куниц своего пола. Площадь индивидуальных участков может колебаться, но как правило она меньше, чем у лесной куницы. Она может составлять от 12 до 210 гектаров (по другим данным, около 900 га) и зависит, в том числе, от пола (участки самцов больше, чем у самок), от времени года (зимой участок сокращается по сравнению с летним) и от наличия в нём добычи. Каменная куница ведёт оседлый образ жизни, притом более оседлый, нежели лесная. Однако в некоторых горных районах может совершать сезонные откочёвки в вертикальном направлении — из одного горного пояса в другой.
Вокализация разнообразна: каменная куница может рычать, стрекотать, лаять, пищать и издавать звуки наподобие мурлыканья кошки.

## Питание
В целом рацион каменной куницы схож с таковым у лесной куницы. Каменные куницы являются всеядными животными, которые употребляют в пищу прежде всего мясо.
Основой рациона каменных куниц являются мелкие млекопитающие: мышевидные грызуны, кролики, а кроме того, птицы и их яйца, также поедает лягушек, насекомых и т. п. Летом важную часть их питания составляет растительная пища, к которой относятся ягоды и фрукты (включая плоды культурных растений). Иногда каменные куницы проникают в курятники или голубятни. Паническое метание птиц вызывает у них хищнический рефлекс, заставляющий убивать всю возможную добычу, даже если её количество намного превышает то, что они в состоянии съесть. В городах каменные куницы охотятся на воробьёв, галок, мышей и крыс. Каменная куница, как и лесная (а также другие хищные семейства куньих, лисицы и песцы), может устраивать т.н. «холодильники» из трупов добычи. Осенью добытая куницей пища (к примеру, лягушки), затаивается в укромном уголке, а зимой, когда корма мало, они разрывают из снега припрятанную добычу (за это время чуть подгнившую и засохшую) и съедают.
Рацион изменчив в зависимости от местности и времени года. Так, в летне-осенний период на Кавказе каменная куница питается исключительно мясной пищей, в то время в Закавказье в этот же период года — преимущественно растительными плодами и изредка мясом.

## Размножение

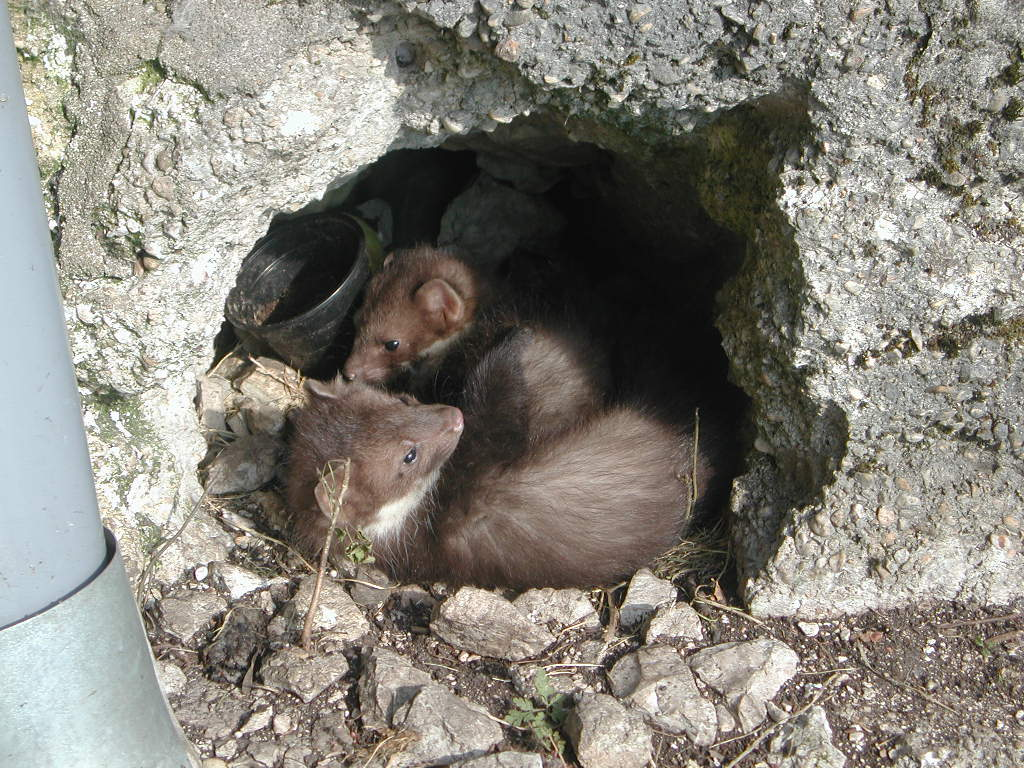
Кунята в гнезде, Франция

Репродуктивная биология схожа с таковой у каменной куницы, в частности, белодушка также является полигамным животным. Гон происходит весной и летом, например, в Казахстане он длится с конца марта по август. Спаривание проходит в летние месяцы от июня до августа, но из-за консервации семени в теле самки (подобная латентная стадия известна и у многих других видов куньих), потомство появляется на свет лишь весной (в зависимости от местности с февраля по апрель). Таким образом, между спариванием и родами проходят восемь месяцев (236-275 дней), в то время как непосредственно беременность длится всего один месяц. Всё это время, до рождения детёнышей, самец остаётся с самкой. За один раз рождаются, как правило, три-четыре кунёнка или четыре-пять кунят (общее количество детёнышей может доходить от одного до восьми), вначале слепые и голые, массой 25-30 г. По истечении месяца (на 30-36 день) кунята впервые открывают глаза, ещё месяцем позже (на 40-45 день) отвыкают от молочного питания, а осенью становятся самостоятельными. Половая зрелость наступает в возрасте от 15 до 27 месяцев. Самцы становятся половозрелыми в один год, самки - возрасте 15-16 месяцев.
Средняя продолжительность жизни в дикой природе составляет три года, наиболее успешные особи доживают до десяти лет. В неволе каменные куницы живут дольше и доживали до 18 лет. Естественных врагов у каменной куницы немного, довольно редко она становится добычей более крупных хищников, включая хищных птиц. Также каменные куницы погибают и в результате антропогенной деятельности, к примеру, будучи сбитыми автомобилями.

## Генетика
В кариотипе насчитывается 38 хромосом, число плеч аутосом — 66.

## Значение
Несмотря на наносимый каменной куницей вред птицеводству и охотничьему хозяйству, они также приносят и пользу истреблением мышевидных грызунов, являющихся вредителями.
Каменная куница является промысловым видом, однако охотятся на неё в более скромных масштабах, чем это делается по отношению к лесной кунице, поскольку мех каменной куницы считается менее ценным. Тем не менее, каменных куниц разводят в зверофермах в небольшом количестве. Мех каменной куницы отличается теплозащитными свойствами среднего качества, а носкость — выше средней. В СССР в 1950-1960-е гг. мех белодушки шёл на меховые воротники, пелерины, палантины, горжетки и муфты. 
Каменные куницы в большей части ареала весьма многочисленны и не находятся под угрозой исчезновения. Во многих странах на них можно легально охотиться. Охота проходится главным образом с помощью капканов и самоловов.
Также детёнышей каменной куницы можно приручить.